# Ovaginella profunda
Ovaginella profunda is een slakkensoort uit de familie van de Marginellidae. De wetenschappelijke naam van de soort is voor het eerst geldig gepubliceerd in 1909 door Suter.